# Dario Lezcano
Dario Lezcano Mendoza (Asuncion, 30 juni 1990) is een Paraguayaans voetballer die bij voorkeur als aanvaller speelt. Hij tekende in januari 2016 bij FC Ingolstadt 04. In 2015 debuteerde hij voor Paraguay.

## Clubcarrière
Lezcano maakte één doelpunt in elf competitieduels voor Sportivo Trinidense. In 2008 trok hij naar Zwitserland, waar hij zich bij FC Wil aansloot. In januari 2011 tekende de aanvaller bij FC Thun, dat hem één jaar later verkocht aan FC Luzern. In 100 competitieduels maakte hij 31 competitiedoelpunten voor Luzern. In januari 2016 tekende Lezcano een contract tot medio 2020 bij FC Ingolstadt 04, dat 2,5 miljoen euro veil had voor de Paraguayaans international.

## Interlandcarrière
Op 15 oktober 2015 debuteerde Lezcano voor Paraguay in de WK-kwalificatiewedstrijd tegen Argentinië. Hij speelde de volledige wedstrijd, die op een brilscore eindigde. Op 17 november 2015 maakte de aanvaller zijn eerste interlanddoelpunt in de WK-kwalificatiewedstrijd tegen Bolivia.